# TNA Victory Road
TNA Victory Road (anteriormente como Impact Wrestling Victory Road) es un evento pago por visión producido por la empresa de lucha libre profesional Total Nonstop Action Wrestling. Victory Road fue incorporado el 2004, siendo este el primer evento PPV mensual de la empresa. Después de no celebrarse en 2005, la empresa volvió a realizarlo en 2006, duranto hasta 2010 como el evento del mes de julio. A finales de 2010, se cambió el puesto con el PPV Destination X, pasando a ser el PPV del mes de marzo. En diciembre de 2012, la TNA anunció que, para reducir el número de eventos en 2013, cancelaron el evento.
El evento PPV se canceló en diciembre de 2012, pero desde entonces ha sido revivido como One Night Only en 2014, un especial de televisión en 2017 y como un especial mensual de Impact Plus en 2019.

## Resultados

### 2004
Victory Road 2004 tuvo lugar el 7 de noviembre del 2004 desde el Universal Orlando Resort en Orlando, Florida.
- Héctor Garza ganó el 2004 Super X Cup Gauntlet match. (26:25)
  - Garza cubrió a Kazarian con un "Roll-up" tras revertir el intento de cuenta de Kazarian.

| Entrada | Entrada          | Eliminado Por | Eliminado Por      | Tiempo |
| ------- | ---------------- | ------------- | ------------------ | ------ |
| 1       | Frankie Kazarian | 19            | Garza              | 26:25  |
| 2       | Sonjay Dutt      | 4             | Shelley            | 10:11  |
| 3       | Puma             | 1             | Shane and Kazarian | 4:49   |
| 4       | L.A Park         | 5             | Kazarian           | 8:04   |
| 5       | Jerrelle Clark   | 2             | Shane and Kazarian | 2:44   |
| 6       | Miyamoto         | 3             | Shane and Kazarian | 1:46   |
| 7       | Michael Shane    | 13            | Spanky             | 14:58  |
| 8       | Héctor Garza     | -             | GANADOR            | 20:00  |
| 9       | Nosawa           | 6             | Siaki              | 4:41   |
| 10      | Mikey Batts      | 7             | Garza              | 4:04   |
| 11      | Alex Shelley     | 11            | Cross              | 7:50   |
| 12      | Matt Sydal       | 8             | Shelley            | 4:10   |
| 13      | Sonny Siaki      | 12            | Sabin and Spanky   | 8:14   |
| 14      | Jason Cross      | 14            | Psicosis           | 8:50   |
| 15      | Shark Boy        | 9             | Siaki              | 2:52   |
| 16      | Psicosis         | 15            | Amazing Red        | 7:10   |
| 17      | D-Ray 3000       | 10            | Siaki              | 0:45   |
| 18      | Amazing Red      | 16            | Kazarian           | 5:15   |
| 19      | Spanky           | 17            | Sabin              | 4:19   |
| 20      | Chris Sabin      | 18            | Garza              | 4:29   |

- Ron Killings, Erik Watts, Johnny B. Badd & Pat Kenney derrotaron a Kid Kash, Dallas y The Naturals (Chase Stevens & Andy Douglas). (4:37)
  - Killigs cubrió a Stevens después de un "Double-arm DDT".
- Mascarita Sagrada derrotó a Piratita Morgan. (2:58)
  - Sagrada cubrió a Morgan con un "Small package".
- 3Live Kru (B.G. James & Konnan) derrotaron a Team Canada (Bobby Roode & Eric Young) ganando el Campeonato Mundial en Parejas de la NWA. (6:57)
  - Konnan cubrió a Roode después de un "Facejam".
- Trinity (con Johnny Swinger) derrotó a Jacqueline. (1:50)
  - Trinity cubrió a Jacqueline después de un "Fall From Grace".
- Monty Brown derrotó a Raven y Abyss en un Monster's Ball match. (9:05)
  - Brown cubrió a Raven después de un "Pounce" contra una mesa.
- Petey Williams (con Coach D'Amore) derrotó a A.J. Styles reteniendo el Campeonato de la División X de la TNA. (9:48)
  - Williams cubrió a Styles después de un "Canadian Destroyer".
- America's Most Wanted (Chris Harris & James Storm) derrotaron a Triple X (Christopher Daniels & Elix Skipper) en un Elimination Last Man Standing match. (10:53)
  - Daniels cubrió a Storm después de golpearlo con una silla en la rodilla. (6:07)
  - Harris cubrió a Daniels después de un "Top Rope Leg Drop". (7:35)
  - Harris cubrió a Skipper después de un "Catatonic" en una silla de acero. (10:53)
- Jeff Jarrett derrotó a Jeff Hardy en un Ladder match reteniendo el Campeonato Mundial Peso Pesado de la NWA. (18:37)
  - Jarrett ganó tras descolgar el cinturón de lo alto del coliseo
  - Durante la lucha, Kevin Nash y Scott Hall ayudaron a Jarrett.
  - Tras el combate A.J. Styles, 3Live Kru y Randy Savage salieron a desafiarlos.

### 2006
Victory Road 2006 tuvo lugar el 16 de julio del 2006 desde el TNA iMPACT! Zone en Orlando, Florida.
- Dark match:Johnny Devine (c/Alex Shelley) derrotó a Shark Boy. (3:50)
  - Devine cubrió a Shark Boy después de un "Double Underhook Piledriver".
- The Naturals (Andy Douglas & Chase Stevens) (c/Shane Douglas) derrotaron a The Diamonds in the Rough (David Young & Elix Skipper) (c/Simon Diamond). (5:27)
  - Douglas cubrió a Skipper después de un "Last Breath".
- Monty Brown y Rhino finalizaron sin resultado. (4:56)
  - La lucha se finalizó en No-Contest después de que el árbitro Andrew Thomas fuera noqueado dos veces y Brown y Rhino comenzaran a luchar entre el público.
- The LAX (Homicide & Hernández) (c/Konnan) derrotaron a Sonjay Dutt & Ron Killings. (10:07)
  - Hernández cubrió a Dutt después de un "Border Toss".
- Senshi derrotó a Kazarian reteniendo el Campeonato de la División X de la TNA. (11:19)
  - Senshi cubrió a Kazarian después de un "Warrior's Way".
- Raven derrotó a Larry Zbyszko en un Hair vs. Hair match. (3:48)
  - Raven cubrió a Zbyszko después de un "Raven Effect DDT".
  - Tras el combate, Raven afeitó la cabeza a Zbyszko. Zbyszko se revolvió violentamente, amenazando con despedir a todo aquel que estuviera envuelto, lo que concluyó con una patada en la ingle de Zbyszko a Mark "Slick" Johnson cuando este le mostró un espejo.
- Chris Sabin & Jay Lethal derrotaron a The Paparazzi (Kevin Nash & Alex Shelley) (c/Johnny Devine). (9:07)
  - Sabin cubrió a Shelley con un "Roll-up".
- The James Gang (Kip James & B.G. James) y Abyss (c/James Mitchell) derrotaron a Team 3D (Brother Ray, Brother Devon & Brother Runt). (10:24)
  - Abyss cubrió a Runt después de un "Black Hole Slam" en una mesa.
- Sirelda, A.J. Styles & Christopher Daniels derrotaron a Gail Kim & America's Most Wanted (Chris Harris & James Storm) en un Mixed Tag Team match reteniendo el Campeonato Mundial por Parejas de la NWA. (11:52)
  - Styles cubrió a Storm después de que Storm fue accidentalmente golpeado por Harris con una silla.
- Sting derrotó a Scott Steiner, Samoa Joe y Christian Cage en un Fatal Four-Way match. (14:09)
  - Sting cubrió a Steiner después de un "Scorpion Death Drop" convirtiéndose en el Contendiente n.º 1 por el Campeonato Mundial de la NWA.
  - Al comienzo del combate, Jeff Jarrett, el cual se había disfrazado de camarógrafo, lanzó un pequeño chorro de gasolina a los ojos de Sting, el cual tuvo que abandonar temporalmente la lucha. Más tarde, Sting regresó y finalizó el combate.

### 2007
Victory Road tuvo lugar el 15 de julio del 2007 desde el TNA iMPACT! Zone en Orlando, Florida.
- Dark match: Serotonin (Havok & Martyr) derrotaron a Akira Raijin & Gote. (4:20)
  - Martyr cubrió a Raijin.
- Christopher Daniels ganó la Ultimate X Gauntlet match. (18:48)
  - Daniels descolgó la X de lo alto del coliseo con la ayuda de Skipper y Senshi, convirtiéndose en el Contendiente #1 por el Campeonato de la División X de la TNA.
  - Los otros participantes: Jay Lethal, Puma, Homicide, Sonjay Dutt, Petey Williams, Shark Boy, Elix Skipper, Kaz y Senshi.
  - El combate comenzó como un Gauntlet, pero cuando los 10 luchadores se encontraron en el ring este pasó a ser un Ultimate X match.
- Voodoo Kin Mafia (B.G. James & Kip James) (c/Roxxi Laveaux) derrotaron a Basham & Damaja (c/Christy Hemme y Lance Hoyt). (7:03)
  - Kip cubrió a Damaja después de que B.G. lo golpeara con una silla de acero.
- James Storm derrotó a Rhino. (10:26)
  - Storm cubrió a Rhino después de golpearlo con una botella de cerveza.
  - A Jackie Moore se le prohibió estar a pie del ring, pero fue a ayudar después de la lucha a Storm que fue golpeado por Rhino.
- The Motor City Machine Guns (Chris Sabin & Alex Shelley) (c/Kevin Nash) derrotaron a Jerry Lynn & Bob Backlund. (8:44)
  - Sabin cubrió a Lynn después de una combinación de "Enzuigiri / Superkick".
  - Durante la lucha, Nash ayudó a Sabin y Shelley.
- Eric Young & Gail Kim derrotaron a Robert Roode & Ms. Brooks. (8:17)
  - Kim cubrió a Brooks después de que Roode la golpeara involuntariamente con un "Elbow drop".
- Christian Cage derrotó a Chris Harris. (13:58)
  - Cage cubrió a Harris con un "Roll-up" después de que Dustin Rhodes lo golpeara en la espalda con unas esposas.
- Sting & Abyss derrotaron a A.J. Styles & Tomko. (15:33)
  - Abyss cubrió Tomko después de un "Black Hole Slam".
- El Campeón de la TNA Kurt Angle y el Campeón de la División X Samoa Joe derrotaron a los Campeones Mundiales por Parejas Team 3D (Brother Ray & Brother Devon). (18:25)
  - Joe cubrió a Ray después de que Scott Steiner lo golpeara con un tubo de acero y un "Olympic slam" de Angle.
  - De acuerdo con la estipulación del pre-combate, Joe ganó el Campeonato Mundial por Parejas y se le permitió elegir a su pareja.
  - Durante la lucha, Steiner Brothers interfirieron atacando a Team 3D.

### 2008
Victory Road 2008 tuvo lugar el 13 de julio de 2008.
- Team TNA (Curry Man, Alex Shelley & Chris Sabin) derrotaron a Team International (Alex Koslov, Doug Williams & Tyson Dux), Team Japan (Milano Collection A.T., Masato Yoshino & Puma) y Team Mexico (Último Guerrero, Rey Bucanero & Averno) en un Four Team Triple Elimination match. (24:16)
  - Este combate suponía la tercera ronda de la World X Cup Tournament.
  - Bucanero cubrió a Dux después de un "Bucanero Storm". (2:57)
  - Averno cubrió a Puma después de un "Devil Wings". (5:06)
  - Sabin cubrió a Milano Collection después de un "Cradle Shock". (7:14)
  - Yoshino cubrió a Averno con un "Oklahoma Roll-up". (10:33)
  - Guerrero cubrió a Curry Man después de una "Powerbomb" desde lo alto de un poste. (12:56)
  - Bucanero cubrió a Williams después de un "Castigo Bucanero". (13:24)
  - Koslov forzó a Guerrero a rendirse con un "Red Scare". (15:11)
  - Sabin cubrió a Bucanero después de un "Double superkick" junto a Shelley. (16:20)
  - Koslov cubrió a Sabin con un "Roll-Up" usando las cuerdas para ayudarse. (19:07)
  - Yoshino forzó a Koslov a rendirse con el "Sol Naciente". (20:24)
  - Shelley cubrió a Yoshino después de una "Kriptonite Krunch". (24:16)
- Gail Kim derrotó a Angelina Love (c/Velvet Sky). (6:16)
  - Kim cubrió a Angelina después de un "Neckbreaker".
  - Tras el combate, Velvet Sky atacó a Gail Kim.
- Sonjay Dutt derrotó a Jay Lethal (c/SoCal Val). (8:26)
  - Dutt cubrió a Lethal con un "Roll-up" ayudándose de las cuerdas.
- Latin American Xchange (Homicide & Hernández) (c/Salinas y Héctor Guerrero) derrotaron a Beer Money, Inc. (James Storm & Robert Roode) (c/Jacqueline) en un "Fan's Revenge" Lumberjack match reteniendo el Campeonato Mundial por Parejas de la TNA. (10:10)
  - Hernández cubrió a Roode después de un "Doomsday Gringo Cutter".
- Taylor Wilde derrotó a Awesome Kong (c/Raisha Saeed) reteniendo el Campeonato Femenino de la TNA. (4:54)
  - Wild cubrió a Kong con un "Roll-up".
  - Tras el combate, Kong aplicó un "Implant Buster" a Wild hasta que Abyss acudió en su ayuda, aplicando un "Black Hole slam" a Saeed.
- Volador, Jr. derrotó a Kaz, Naruki Doi y Daivari en un Ultimate X match. (11:37)
  - Volador descolgó la X que colgaba de lo alto del coliseo, ganando la lucha.
  - Gracias a la victoria de Volador, Team Mexico ganó la World X Cup 2008.
  - Esta fue la ronda final del torneo World X Cup 2008.
- Team 3D (Brother Ray & Brother D-Von) & Kurt Angle derrotaron a Rhino, Christian Cage & A.J. Styles en un Full Metal Mayhem match. (15:58)
  - Angle cubrió a Styles después de un "Olimpic Slam" sobre una mesa después de que Frank Trigg golpeara a Styles con un palo de Kendo.
- El Campeón Mundial Peso Pesado de la TNA Samoa Joe y Booker T acabaron sin resultado. (17:24)
  - El combate fue suspendido después de que el árbitro quedara noqueado y Sharmell realizara la cuenta de 3.
  - Durante el combate, Sting interfirió atacando a Joe.

### 2009
Victory Road 2009 tuvo lugar el 19 de julio en la Zona de Impacto en los Universal Studio en Orlando, Florida.
- Angelina Love derrotó a Tara ganando el Campeonato Femenino de la TNA (07:02)
  - Love cubrió a Tara luego de que esta fallara un Moonsault
  - Después del combate, Tara le aplicó un Superkick al árbitro, ya que este no vio que Tara tenía el pie en la cuerda mientras Angelina Love le aplicaba el conteo de 3.
- Matt Morgan derrotó a Daniels (10:31)
  - Morgan cubrió a Daniels después de un "Hellavator".
- Abyss derrotó a Dr. Stevie en un No DQ match (09:51)
  - Abyss cubrió a Stevie después de un "Black Hole Slam" y el uso de una pistola tranqulizadora
- Team 3D (Brother Devon & Brother Ray) derrotaron a The British Invasion (Brutus Magnus & Doug Williams) reteniendo el Campeonato en Parejas de la IWGP(10:16)
  - Devon cubrió a Magnus luego de un 3D.
- Jenna Morasca (con Awesome Kong) derrotó a Sharmell (con Sojo Bolt)(05:49)
  - Morasca cubrió a Sharmell después de un golpe de Kong.
- Kevin Nash derrotó a A.J. Styles ganando el Campeonato de Leyendas de TNA (14:07)
  - Nash cubrió a Styles después de una "Chokeslam"
- The Main Event Mafia (Scott Steiner & Booker T) derrotaron a Beer Money, Inc. (James Storm & Robert Roode) ganando el Campeonato Mundial en Parejas de la TNA (12:29)
  - Booker T cubrió a Storm después de una "Axe Kick".
- Samoa Joe (con Taz) derrotó a Sting (11:36)
  - Joe forzó a rendise a Sting con una "Tazzmision".
- Kurt Angle derrotó a Mick Foley reteniendo el Campeonato Mundial Peso Pesado de la TNA (14:06)
  - Angle forzó a rendirse a Foley con un "Ankle Lock".

### 2010
Victory Road 2010 tuvo lugar el 11 de julio de 2010 en la Zona de Impacto en Orlando, Florida
- Dark match: Jeff Jarrett derrotó a Desmond Wolfe
  - Jarrett cubrió a Wolfe después de un "Stroke"
- Douglas Williams derrotó a Brian Kendrick en un Submission & Ultimate X match reteniendo el Campeonato de la División X de la TNA.
  - Williams ganó después de que el árbitro dejara caer tres veces el brazo de Kendrick.
- Brother Ray derrotó a Jesse Neal y Brother Devon.
  - Ray cubrió a Neal después de una "Bubba Bomb".
- Angelina Love derrotó a Madison Rayne por descalificación ganando el TNA Women's Knockout Championship.
  - Rayne fue descalificada después de que una motorista atacara a Love
  - Si Angelina Love perdía, debía retirarse de la lucha libre profesional.
  - Si Velvet Sky o Lacey Von Erich intervenían, Rayne perdería el título.
- AJ Styles & Kazarian derrotaron a Rob Terry & Samoa Joe.
  - Styles cubrió a Terry después de un "Superman".
  - Durante la lucha Desmond Wolfe intervino a favor de Fortune.
  - Después de la lucha, Joe le aplicó a Wolfe un "Muscle Buster".
- Hernández derrotó a Matt Morgan en un Steel Cage match.
  - Hernández salió por la puerta de la jaula, ganando la lucha.
- Jay Lethal derrotó a Ric Flair.
  - Lethal forzó a Flair a rendirse con una "Figure Four Leglock".
- The Motor City Machine Guns (Chris Sabin & Alex Shelley) derrotaron a Beer Money, Inc. (James Storm & Robert Roode) ganando el vacante Campeonato Mundial en Parejas de la TNA.
  - Sabin cubrió a Roode después de una "Crossbody/Neckbreacker combination".
  - Originalmente la lucha terminó con un empate por doble pin, pero el árbitro mandó reiniciar la lucha.
- Kurt Angle derrotó a D'Angelo Dinero
  - Angle forzó a Dinero a rendirse con un "Ankle Lock".
- Rob Van Dam derrotó a Jeff Hardy, Abyss y Mr. Anderson reteniendo el Campeonato Mundial Peso Pesado de la TNA.
  - RVD cubrió a Anderson después de una "Five-Star Frog Splash" sobre Abyss, Hardy y Anderson.
  - Después de la lucha, Abyss intentó atacar a RVD.

### 2011
Victory Road 2011 tuvo lugar el 13 de marzo de 2011 en la Zona de Impacto en Orlando, Florida. El evento es principalmente recordado por el vergonzoso episodio protagonizado por el luchador Jeff Hardy quien se presentó al evento estelar del PPV bajo los efectos de las drogas para su lucha contra Sting.
- Tommy Dreamer derrotó a Bully Ray en un No DQ match(10:45).
  - Dreamer cubrió a Ray después de un "3D" contra una mesa por parte de Brother Devon.
- Mexican America (Sarita & Rosita) derrotaron a Angelina Love & Winter ganando el Campeonato Femenino en Parejas de la TNA(04:58).
  - Rosita cubrió a Winter con un "Roll-Up".
  - Durante el combate Velvet Sky interfirió a favor de Angelina Love & Winter.
- Hernández derrotó a Matt Morgan en un First Blood Match(08:35).
  - El árbitro dio por ganador a Hernández cuando vio sangre en Morgan.
  - La sangre era falsa y fue arrojada por Hernández cuando el árbitro estaba desprevenido.
- Kazarian derrotó a Robbie E, Max Buck y Jeremy Buck en un Ultimate X match, reteniendo el Campeonato de la División X de la TNA(14:22).
  - Kazarian descolgó el campeonato, ganando la lucha.
- Beer Money, Inc. (James Storm & Robert Roode) derrotaron a Ink Inc. (Jesse Neal & Shannon Moore) reteniendo el Campeonato Mundial en Parejas de TNA (12:30).
  - Roode cubrió a Moore después de un "D.W.I."
  - Después del combate, Moore escupió cerveza a Storm, cambiando a heel.
- AJ Styles derrotó a Matt Hardy (con Ric Flair)(17:38).
  - Styles cubrió a Hardy después de un "Spiral Tap"
- Mr. Anderson y Rob Van Dam terminó sin resultado por doble cuenta de fuera (12:54).
  - Ambos luchadores fueron descalificados por cuenta de fuera.
  - La lucha era por una oprotunidad por el Campeonato Mundial Peso Pesado de la TNA
- Sting derrotó a Jeff Hardy en un No DQ match reteniendo el Campeonato Mundial Peso Pesado de la TNA (01:28).
  - Sting cubrió a Hardy después de un "Scorpion Death Drop".
  - Originalmente la lucha era normal pero Eric Bischoff en un momento improvisado la cambio a un No DQ match.
  - Hardy estaba drogado durante la lucha.

### 2012
Victory Road 2012 tuvo lugar el 18 de marzo de 2012 en Orlando, Florida en la Zona de Impacto
- James Storm derrotó a Bully Ray, reteniendo su oportunidad por el Campeonato de la Mundial Pesado de la TNA
  - Storm cubrió a Ray después de un "Last Call"
- Austin Aries derrotó a Zema Ion reteniendo el Campeonato de la División X de la TNA (14:01)
  - Aries forzó a Ion a rendirse con un "Last Chancy" precedido de un Brainbuster
- Samoa Joe & Magnus derrotaron a Matt Morgan & Crimson reteniendo el Campeonato Mundial en Parejas de la TNA (17:54)
  - Magnus cubrió a Morgan después de un "Flapjack/Diving Elbow Drop Combination"
  - Durante el combate, Crimson le aplicó una "Spear" a Morgan, cambiando a heel.
- Devon derrotó a Robbie E (con Robbie T) ganando el Campeonato Televisivo de la TNA (4:25)
  - Devon cubrió a Robbie E después de un "Spinebuster"
- Gail Kim derrotó a Madison Rayne reteniendo el Campeonato Femenino de la TNA (10:18)
  - Kim cubrió a Rayne después de un "Eat Defeat"
- A.J. Styles & Mr. Anderson derrotaron a Kazarian & Christopher Daniels (15:48)
  - Styles cubrió a Kazarian después de revertir un "Fade to Black" en un "Styles Clash"
- Kurt Angle derrotó a Jeff Hardy (20:57)
  - Angle cubrió a Hardy con un "Roll-Up" apoyándose en las cuerdas
- Bobby Roode derrotó a Sting en un No Holds Barred Match (16:10)
  - Roode cubrió a Sting después de que se golpeara la cabeza contra una silla desplegada al intentar un scorpion Death Drop a Roode.
  - El Campeonato Mundial de la TNA de Roode no estaba en juego.
  - Después de la lucha, Roode atacó a Sting y al árbitro y amenazó a Dixie Carter.

### 2017
GFW Impact!: Victory Road 2017 tuvo lugar el 20 de agosto de 2017 en Orlando, Florida en la Zona de Impacto. Es la primera vez que el PPV pasó a ser un evento especial dentro de GFW Impact! (antes conocido como Impact Wrestling).
- Trevor Lee (con Caleb Konley) derrotó a Petey Williams reteniendo el Campeonato de la División X de la GFW. (08:17)
  - Lee cubrió a Williams después de un "Mushroom Stomp".
  - Durante la lucha, Konley interfirió a favor de Lee.
- Sienna, Taryn Terrell & Taya Valkyrie derrotaron a Allie, Gail Kim & Rosemary. (09:31)
  - Sienna cubrió a Allie con un "Roll-Up" apoyándose en las cuerdas.
- Ohio Versus Everything (Dave Crist & Jake Crist) derrotaron a The Latin American Xchange (Ortiz & Santana) (con Konnan y Diamante) ganando el Campeonato Mundial en Parejas de la GFW. (12:04)
  - Dave cubrió a Ortiz después de un "Swinging DDT".
  - Durante la lucha, Konnan y Diamante interfirieron a favor de Ortiz y Santana.
- Eli Drake derrotó a Johnny Impact reteniendo el Campeonato Global de la GFW. (25:27)
  - Drake cubrió a Impact después de un "Low Blow" y un "Gravy Train".
  - Durante la lucha, Chris Adonis interfirió a favor de Drake.
  - Después de la lucha, Drake y Adonis atacaron a Impact pero Garza Jr. salió a defenderlo. Tras esto, LAX apareció para atacar a Garza Jr. y a Impact, mientras que Adonis agredió a los árbitros y Konnan al público.
  - Al finalizar, Jim Cornette apareció para confrontar las acciones de Drake, Adonis y LAX.

### 2019
Impact Victory Road 2019 tuvo lugar el 14 de septiembre de 2019 en el Stride Bank Center en Enid, Oklahoma
- The North (Ethan Page & Josh Alexander) (c) derrotaron a Fuego Del Sol & Randy Price reteniendo los Campeonatos en Parejas de Impact
- Kiera Hogan derrotó a Desi Derata por conteo de 10 afuera
- Sami Callihan derrotó Hawk
- MVP derrotó a Chavo Guerrero (c) ganando el Campeonato Pesado de la WCR
- Taya Valkyrie (c) derrotó a Rosemary reteniendo el Campeonato Knockouts de Impact
- Moose derrotó a Stephan Bonnar
- Eddie Edwards derrotó a Rohit Raju por descalificación
- Brian Cage & Eddie Edwards derrotaron a Mahabali Shera & Rohit Raju
- Michael Elgin derrotó a TJP.(17:08)

### 2020
Impact Victory Road 2020 tuvo lugar el 3 de octubre de 2020 en el Skyway Studios en Nashville, Tennessee, debido a la pandemia mundial de coronavirus 2019-2020.
- Pre-Show: The Rascalz (Dez & Wentz) derrotaron a XXXL (Acey Romero & Larry D). (9:27)
  - Dez cubrió a Larry D después de un «Final Flash».
- Brian Myers derrotó a Tommy Dreamer. (10:54)
  - Myers cubrió a Dreamer después de un «Lariat».
- Willie Mack derrotó al Campeón de la División X de Impact Rohit Raju por cuenta fuera. (11:14)
  - Mack ganó la lucha después que Raju no volvió al ring antes de la cuenta de 10 del árbitro.
  - Como resultado, Raju retuvo el título.
- Tenille Dashwood derrotó a Jordynne Grace. (12:16)
  - Dashwood cubrió a Grace después de un «Spotlight Kick».
  - Durante la lucha, Kaleb with a K interfirió a favor de Dashwood.
- Heath & Rhino derrotaron a Reno Scum (Adam Thornstowe & Luster The Legend) en un Unsanctioned Match. (10:37)
  - Heath cubrió a Thornstowe después de un «Gore» seguido de un «Wake Up Call».
- Trey derrotó a Moose. (8:21)
  - Trey cubrió a Moose con un «Roll-Up».
  - Durante la lucha, EC3 interfirió en contra de Moose.
- Josh Alexander (con Ethan Page) derrotó Ace Austin (con Madman Fulton), Karl Anderson (con Doc Gallows) y Alex Shelley (con Chris Sabin). (14:37)
  - Alexander cubrió a Shelley después de un «Wonder Hook».
- Deonna Purrazzo (con Kimber Lee) derrotó a Susie (con Kylie Rae) y retuvo el Campeonato de Knockouts de Impact. (13:08)
  - Purrazzo forzó a Susie a rendirse con un «Fujiwara Armbar».
  - Durante la lucha, Lee interfirió a favor de Purrazzo, mientras que Rae interfirió a favor de Susie.
  - Después de la lucha, Purrazzo y Lee atacaron a Susie y Rae.
- Eric Young derrotó a Eddie Edwards y retuvo el Campeonato Mundial de Impact. (20:45)
  - Young forzó a Edwards a rendirse con un «Ankle Lock».
  - Después de la lucha, Young atacó a Edwards, pero fue detenido por Rich Swann.

### 2021
Impact Victory Road 2021 tuvo lugar el 18 de septiembre de 2021 en el Skyway Studios en Nashville, Tennessee. El evento fue transmitido en exclusiva a través de Impact Plus.
- Steve Maclin derrotó a TJP y Petey Williams.
  - Maclin cubrió a TJP después de un «Canadian Destroyer» de Williams.
- Laredo Kid derrotó a Trey, Jake Something, Black Taurus y John Skyler.
  - Kid cubrió a Skyler después de un «Laredo Fly».
- Taylor Wilde (con Rachael Ellering y Jordynne Grace) derrotó a Tenille Dashwood (con Kaleb with a K y Madison Rayne).
  - Wilde cubrió a Dashwood después de un «Wilde Ride».
  - Durante la lucha, Kaleb y Rayne interfirieron a favor de Dashwood, mientras que Ellering y Grace interfirieron a favor de Wilde siendo ambos expulsados por el árbitro.
- Matt Cardona derrotó a Rohit Raju (con Shera) en un No Disqualification Match.
  - Cardona cubrió a Raju después de un «Punt Kick» de Chelsea Green.
- Bullet Club (Chris Bey & Hikuleo) derrotaron a FinJuice (David Finlay & Juice Robinson).
  - Hikuleo cubrió a Robinson después de un «T-Bomb».
- Moose y W. Morrissey derrotaron a Eddie Edwards y Sami Callihan (con Alisha).
  - Moose cubrió a Callihan después de un «Spear».
  - Durante la lucha, Edwards abandonó a Callihan, después que Morrissey atacara a Alisha.
- Decay (Havok & Rosemary) derrotaron a Savannah Evans & Tasha Steelz y retuvieron el Campeonato Knockouts en Parejas de Impact.
  - Rosemary cubrió a Steelz después de un «Piledriver».
- The Good Brothers (Doc Gallows & Karl Anderson) derrotaron a Rich Swann & Willie Mack y retuvieron el Campeonato Mundial en Parejas de Impact.
  - Gallows cubrió a Mack después de un «Magic Killer».
- Josh Alexander derrotó a Chris Sabin y retuvo el Campeonato de la División X de Impact.
  - Alexander cubrió a Sabin después de un «Butterfly Piledriver».
- Christian Cage derrotó a Ace Austin (con Madman Fulton) y retuvo el Campeonato Mundial de Impact.
  - Cage cubrió a Austin después de un «Killswitch».
  - Durante la lucha, Fulton interfirió a favor de Austin siendo expulsado por el árbitro.
  - Después de la lucha, Josh Alexander confrontó a Cage e invocó la "Opción C" y retándolo por el Campeonato Mundial de Impact.

### 2022
Impact Victory Road 2022 tuvo lugar el 23 de septiembre de 2022 en el Skyway Studios en Nashville, Tennessee. El evento fue transmitido en exclusiva a través de Impact Plus.
- Pre-Show: Bullet Club (Ace Austin, Chris Bey & Juice Robinson) derrotaron a Jason Hotch, Shogun & Jack Price.
  - Robinson cubrió a Price después de un «Rockslide».
- Pre-Show: Tasha Steelz (con Savannah Evans) derrotó a Killer Kelly por descalificación.
  - Kelly fue descalificada después de atacar al árbitro con una cadena.
  - Durante la lucha, Evans interfirió a favor de Steelz.
- Mike Bailey derrotó a Malicious y retuvo el Campeonato de la División X de Impact.
  - Bailey cubrió a Malicious después de un «Flamingo Driver».
- The Motor City Machine Guns (Alex Shelley & Chris Sabin) derrotaron a Honor No More (PCO & Vincent).
  - Shelley cubrió a Vincent después de un «Shell Shock».
- Mickie James derrotó a Giselle Shaw.
  - James cubrió a Shaw después de un «Mickie-DT».
  - Si James perdía, debía retirarse de la lucha libre profesional.
- Frankie Kazarian ganó el Triple Threat Revolver y una oportunidad por el Campeonato de la División X de Impact.
  - Kazarian cubrió a Kenny King después de un «Slingshot Cutter».
  - Los otros participantes fueron: Laredo Kid, Black Taurus, Alex Zayne, Yuya Uemura, Trey y Mia Yim.
- Honor No More (Eddie Edwards, Matt Taven & Mike Bennett) (con Maria Kanellis) derrotaron a Josh Alexander, Heath & Rich Swann.
  - Edwards cubrió a Alexander después de un «Die Hard Driver».
  - Durante la lucha, Maria interfirió a favor de Honor No More.
- Jordynne Grace derrotó a Max The Impaler (con Father James Mitchell) y retuvo el Campeonato de Knockouts de Impact.
  - Grace cubrió a Max después de un «Grace Driver».
  - Masha Slamovich eligió a Max para que se enfrentara a Grace por el campeonato.
- Steve Maclin derrotó a Moose y Sami Callihan en un Barbed Wire Massacre.
  - Maclin cubrió a Callihan después de un «K.I.A.».

### 2023
Impact Victory Road 2023 tuvo lugar el 8 de septiembre de 2023 desde el Westchester County Center en White Plains, Nueva York. El evento fue transmitido en exclusiva a través de Impact Plus.
- Pre-Show: Alan Angels derrotó a Guido Maritato.
  - Angels cubrió a Maritato después de un «Wing Snapper».
- Pre-Show: ABC (Ace Austin & Chris Bey) derrotaron a The Most Professional Wrestling Gods (Moose & Brian Myers).
  - Bey cubrió a Myers con un «Roll-Up».
- Lio Rush derrotó a KUSHIDA y retuvo el Campeonato de la División X de Impact.[6]
  - Rush cubrió a KUSHIDA después de un «Final Hour».
- MK Ultra (Masha Slamovich & Killer Kelly) derrotó a The SHAWntourage (Gisele Shaw & Savannah Evans) (con Jai Vidal) y retuvo el Campeonato de Knockouts en Parejas de Impact.
  - Slamovich cubrió a Evans después de un «Snow Plow».
- Crazzy Steve derrotó a Black Taurus.
  - Steve cubrió a Taurus después de un «Tornado DDT».
- Tommy Dreamer derrotó a Kenny King (con Sheldon Jean) en un Title vs. Career Match y ganó el Campeonato de los Medios Digitales de Impact.[7]
  - Dreamer cubrió a King después de un «Dreamer DDT».
  - Si King ganaba, Dreamer tenía que retirarse de la lucha libre profesional.
- Jordynne Grace derrotó a Deonna Purrazzo.
  - Grace cubrió a Purazzo después de un «Juggernaut Driver».
- PCO derrotó a Bully Ray en un Anything Goes Match.
  - PCO cubrió a Ray después de lanzarlo sobre una mesa.
  - Antes de la lucha, Ray atropelló a PCO con su carro.
- The Rascalz (Trey & Zachary Wentz) derrotó a The Motor City Machine Guns (Alex Shelley & Chris Sabin) y retuvo el Campeonato Mundial en Parejas de Impact.
  - Trey cubrió a Sabin después de un «Lightning Spiral».
  - Durante la lucha, John Skyler interfirió a favor de The Rascalz.
- Trinity derrotó a Alisha y retuvo el Campeonato de Knockouts de Impact.[8]
  - Trinity cubrió a Alisha después de un «Starstruck».
  - Durante la lucha, Eddie Edwards interfirió a favor de Alisha, pero fue detenido por Frankie Kazarian y Traci Brooks.
- Josh Alexander derrotó a Steve Maclin.
  - Alexander cubrió a Maclin después de un «C4 Spike».

### 2024
TNA Victory Road 2024 tuvo lugar el 13 de septiembre de 2024 desde el Boeing Center at Tech Port en San Antonio, Texas. El evento fue transmitido en exclusiva a través de TNA Plus.
- Pre-Show: KUSHIDA derrotó a Leon Slater.
  - KUSHIDA cubrió a Slater después de un «Armbar».
- Pre-Show: Hammerstone & Jake Something derrotaron a Eric Young & Steve Maclin.
  - Something cubrió a Young después de un «Into the Void».
- The Hardys (Matt Hardy & Jeff Hardy) derrotaron a First Class (A.J. Francis & KC Navarro).
  - Jeff cubrió a Navarro después de un «Swanton Bomb».
- Mike Bailey derrotó a Zachary Wentz y ganó el Campeonato de la División X de TNA.
  - Bailey cubrió a Wentz después de un «Flamingo Driver».
- La lucha entre PCO & Rhino vs. Matt Cardona & Steph De Lander no se llevó a cabo.
  - La lucha fue cancelada debido a una lesión legítima de Steph, la cual fue anunciada previamente a la lucha.
  - Después del encuentro, PCO acompañó a Steph, mientras que Cardona atacó a Rhino.
- Spitfire (Dani Luna & Jody Threat) derrotaron a Masha Slamovich & Tasha Steelz (con Alisha) y ganaron el Campeonato Mundial de Knockouts en Parejas de TNA.
  - Threat cubrió a Slamovich después de un «Pressure Drop».
  - Originalmente Alisha iba a participar en la lucha, pero fue reemplazada por Steelz debido a una lesión.
  - Después de la lucha, Alisha y Steelz atacaron a Slamovich.
  - Si Slamovich & Steelz ganaban, Spitfire debía separarse.
- Joe Hendry derrotó a Josh Alexander.
  - Hendry forzó a Alexander a rendirse con un «Ankle Lock».
- The System (Eddie Edwards & Brian Myers) (con Alisha) derrotó a ABC (Ace Austin & Chris Bey) y ganó el Campeonato Mundial en Parejas de TNA.
  - Edwards cubrió a Bey después de un «Boston Knee Party».
  - Durante la lucha, Alisha interfirió a favor de The System.
- Jordynne Grace derrotó a Wendy Choo y retuvo el Campeonato Mundial de Knockouts de TNA.
  - Grace cubrió a Choo después de un «Juggernaut Driver».
  - Después de la lucha, Rosemary y Choo atacaron a Grace.
- Nic Nemeth derrotó a Moose y retuvo el Campeonato Mundial de TNA.
  - Nemeth cubrió a Moose después de un «Danger Zone».
  - Durante la lucha, The System (Eddie Edwards, Brian Myers, JDC & Alisha) interfirieron a favor de Moose, mientras que Mike Santana y JBL lo hicieron a favor de Nemeth.